# Grupo de Lie complejo
En geometría, un grupo de Lie complejo es una variedad analítica compleja que también es un grupo de tal manera que {\displaystyle G\times G\to G,(x,y)\mapsto xy^{-1}} es holomorfo. Ejemplos básicos son {\displaystyle \operatorname {GL} _{n}(\mathbb {C} )}, los grupos lineales generales sobre los números complejos. Un grupo de Lie complejo compacto conexo es precisamente un toro complejo (no debe confundirse con el grupo de Lie complejo {\displaystyle \mathbb {C} ^{*}}). A cualquier grupo finito se le puede dar la estructura de un grupo de Lie complejo. Un grupo de Lie semisimple complejo es un grupo algebraico. 
El álgebra de Lie de un grupo de Lie complejo es un álgebra de Lie compleja. 

## Ejemplos
- Un espacio vectorial de dimensión finita sobre los números complejos (en particular, un álgebra de Lie compleja) es un grupo de Lie complejo de una manera obvia.
- Un grupo de Lie compacto complejo conexo A de dimensión g tiene la forma {\displaystyle \mathbb {C} ^{g}/L} donde L es un subgrupo discreto. De hecho, su álgebra de Lie {\displaystyle {\mathfrak {a}}} se puede demostrar que es abeliana y entonces {\displaystyle \operatorname {exp} :{\mathfrak {a}}\to A} es un morfismo sobreyectivo de grupos complejos de Lie, que muestra que A es de la forma descrita.
- {\displaystyle \mathbb {C} \to \mathbb {C} ^{*},z\mapsto e^{z}} es un ejemplo de un morfismo de grupos de Lie complejos que no proviene de un morfismo de grupos algebraicos. Ya que {\displaystyle \mathbb {C} ^{*}=\operatorname {GL} _{1}(\mathbb {C} )}, este también es un ejemplo de una representación de un grupo de Lie complejo que no es algebraico.
- Sea X una variedad compleja compacta. Entonces, como en el caso real, {\displaystyle \operatorname {Aut} (X)} es un grupo de Lie complejo cuya álgebra de Lie es {\displaystyle \Gamma (X,TX)}.
- Sea K un grupo de Lie compacto conexo. Entonces existe un grupo de Lie complejo único conexo G tal que (i) {\displaystyle \operatorname {Lie} (G)=\operatorname {Lie} (K)\otimes _{\mathbb {R} }\mathbb {C} } (ii) K es un subgrupo compacto máximo de G, denominado la complejización de K. Por ejemplo, {\displaystyle \operatorname {GL} _{n}(\mathbb {C} )} es la complejización del grupo unitario. Si K está actuando sobre una variedad de Kähler compacta X, entonces la acción de K se extiende a la de G.[1]